# Misasagi (métro de Kyoto)
Misasagi (御陵駅, Misasagi-eki) est une station du métro de Kyoto sur la ligne Tōzai dans l'arrondissement de Yamashina à Kyoto. Elle permet également l'interconnexion avec la ligne Keishin de la compagnie Keihan.

## Situation sur le réseau
La station Misasagi est située au point kilométrique (PK) 8,7 de la ligne Tōzai. Elle marque le début de la ligne Keihan Keishin.

## Histoire
La station a été inaugurée le 15 août 1912 sur la ligne Keihan Keishin. Elle est reconstruite en souterrain pour l'ouverture de la ligne Tōzai le 12 octobre 1997.

## Services aux voyageurs

### Accès et accueil
La station est ouverte tous les jours.

### Desserte
- Ligne Tōzai :
  - voies 1 et 2 : direction Uzumasa Tenjingawa
  - voie 3 : direction Rokujizō

- Ligne Keihan Keishin :
  - voie 4 : direction Biwako-hamaotsu